# ليزا برونوين مور
ليزا برونوين مور (بالإنجليزية: Lisa Bronwyn Moore)‏ هي ممثلة أمريكية، ولدت في 12 سبتمبر 1940.

## وصلات خارجية
- ليزا برونوين مور على موقع IMDb (الإنجليزية)
- ليزا برونوين مور على موقع قاعدة بيانات الفيلم (الإنجليزية)